# 佐野坂峠
佐野坂峠（さのさかとうげ）は、長野県大町市と北安曇郡白馬村の境に位置する峠。標高は860メートル。

## 概要
信濃川水系高瀬川と姫川水系姫川の分水嶺となっている。日本海側気候と中央高地式気候の境界線でもある。
現在は国道148号が通り、江戸時代は千国街道（糸魚川街道）が通っていた。

## 周辺
- 仁科三湖